# Batrachuperus
Batrachuperus é um gênero de anfíbio da família Hynobiidae. Está distribuído do oeste da China. Recentemente Zhang et al. (2006) separam o gênero Paradactylodon do Batrachuperus.

## Espécies
- Batrachuperus daochengensis Xiong, Luo & Zeng, 2020
- Batrachuperus karlschmidti Liu, 1950
- Batrachuperus londongensis Liu and Tian, 1978
- Batrachuperus pinchonii David, 1872
- Batrachuperus tibetanus Schmidt, 1925
- Batrachuperus yenyuanensis Liu, 1950

## Nota
- Nota (a):  considerado sinônimo do B. pinchonii.